# Trogirska diploma
Trogirska diploma, kraljevska diploma kojom je 25. svibnja 1107. godine hrvatsko-ugarski kralj Koloman (1095. – 1116.) obećao Trogiranima na prvom mjestu čvrsti mir (firmam pacem) i kraljevsku zaštitu, čime se obvezao zaštititi grad u slučaju napada. Nadalje, Trogirani su bili oslobođeni plaćanja tributa mira i dano im je pravo biranja gradskog biskupa i gradskog priora. Jednom odredbom zajamčena je potpuna autonomija grada Trogira. Tom diplomom bilo je zabranjeno naseljavanje Mađara i drugih stranaca u grad, a građanima je dano pravo iseljavanja ako nisu zadovoljni stanjem u svojoj zajednici.
Obaveze su se odnosile na plaćenje ⅔ uvozne carine mađarskim kraljevima, a ⅓ se plaćala gradskom knezu. Uz to, građani su bili obavezni plaćati desetinu (decima) gradskom biskupu.
Trogirska diploma je jedini od nekolicine sličnih diploma koje je Koloman podijelio dalmatinskim komunama nakon što je 1102. godine bio okrunjen u Biogradu za kralja Hrvatske i Dalmacije, a zatim proširio svoju vlast na čitavu Dalmaciju.

## Vanjske poveznice
- Trogirska diploma Hrvatska enciklopedija
- Trogirska diploma Proleksis enciklopedija